# Uber (przedsiębiorstwo)

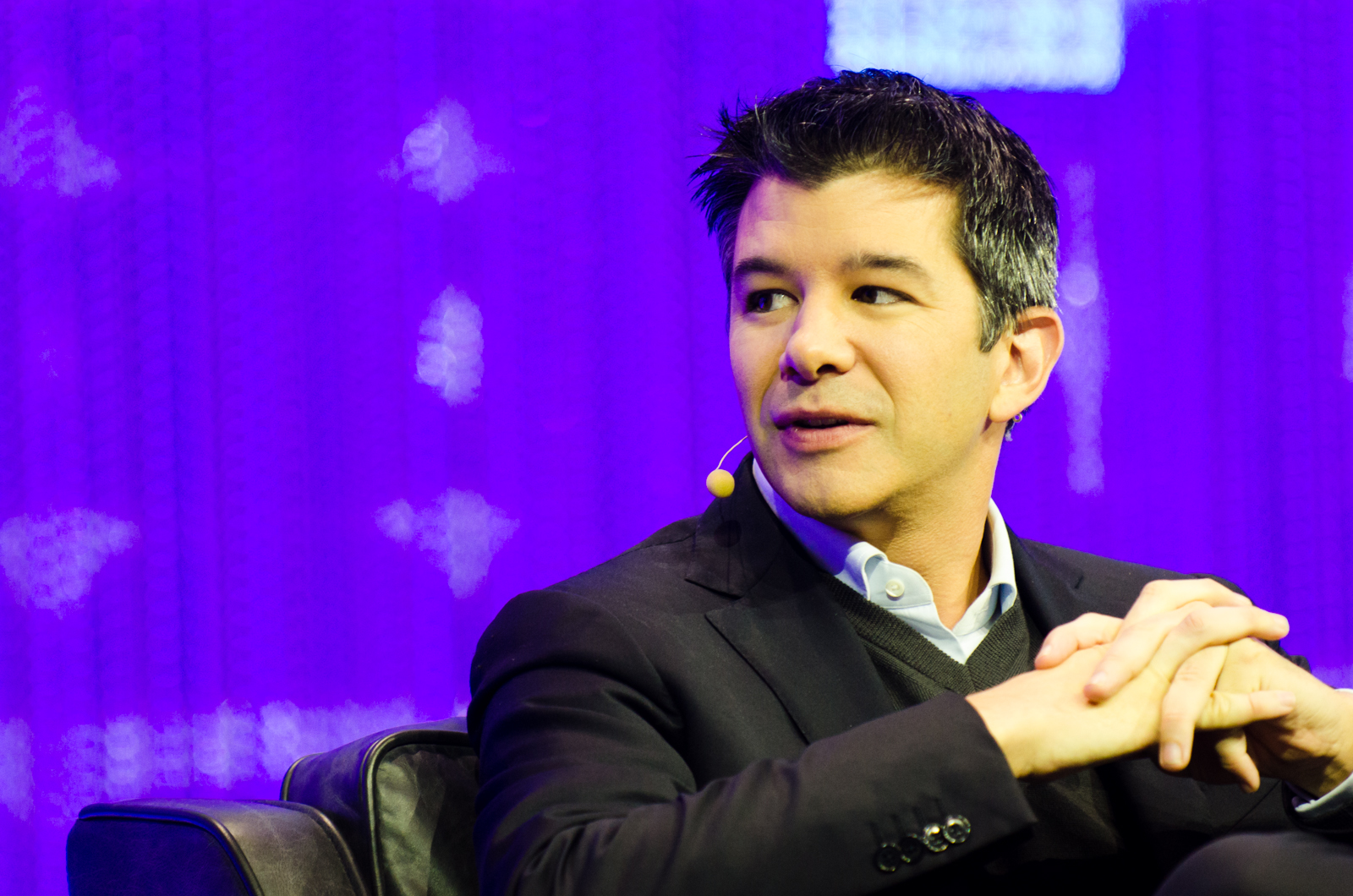
Travis Kalanick (2013)

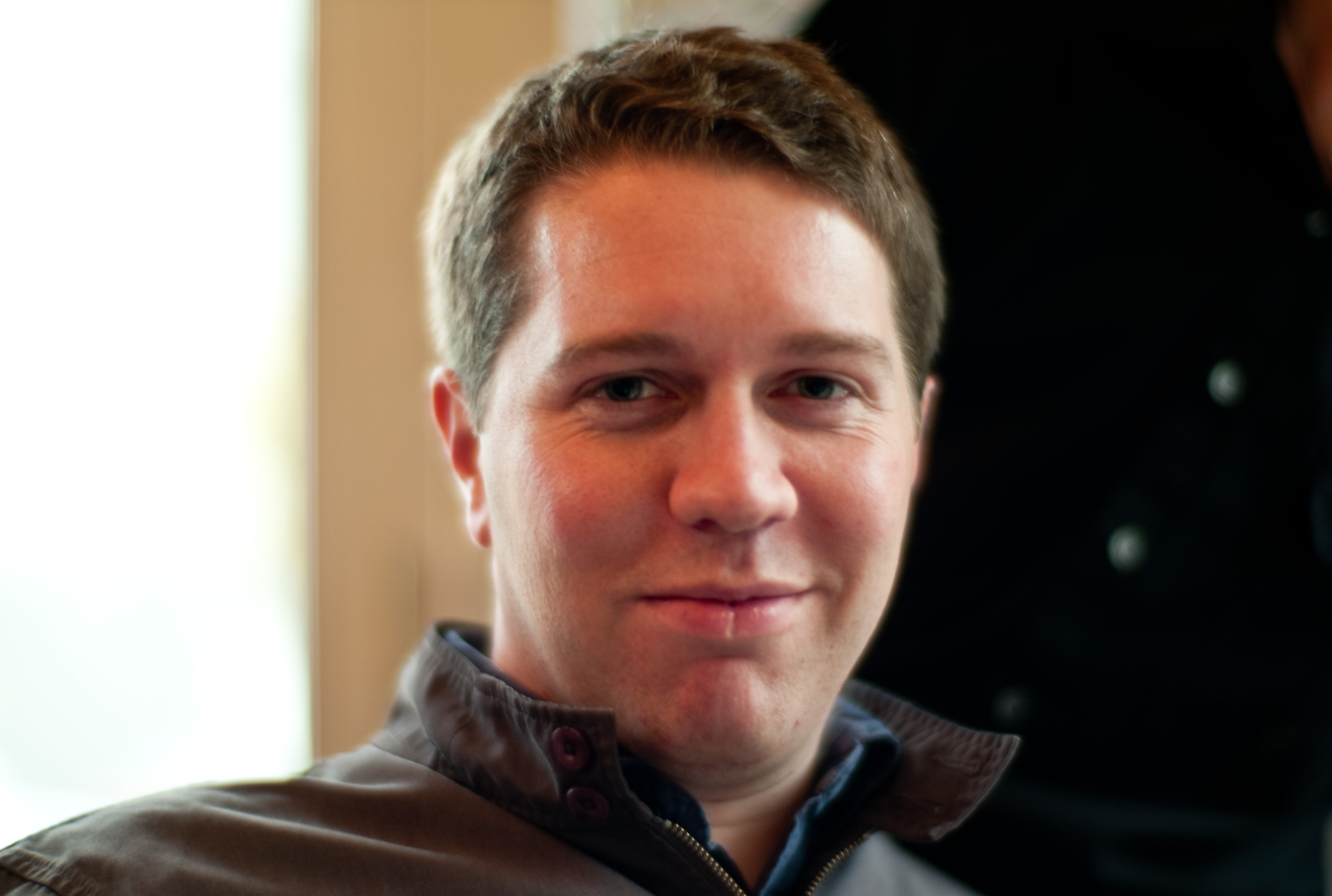
Garrett Camp (2009)

Uber Technologies Inc. – amerykańskie przedsiębiorstwo z siedzibą w San Francisco w stanie Kalifornia. Twórca aplikacji mobilnej Uber, która służy do zamawiania usług transportu samochodowego poprzez kojarzenie pasażerów z kierowcami korzystającymi z aplikacji.

## Historia
Uber został założony w 2009 roku przez Garreta Campę i Travisa Kalanicka. Pierwotną nazwą firmy było UberCab (do 2012 r.). Aplikacja Uber oficjalnie wystartowała w czerwcu 2010 roku i obejmowała San Francisco. W sierpniu 2010 CEO spółki został Ryan Graves, który przyczynił się do promocji firmy w Stanach Zjednoczonych, co umożliwiło jej dobry start na rynkach zagranicznych. Ryan Graves dopracował także usługę mobilną Uber i zajmował się promocją tej usługi w innych miastach USA. Po odejściu ze stanowiska CEO, przekazał obowiązki Travisowi Kalanickowi, by skupić się na innych projektach. W czerwcu 2017 r. Kalanick odszedł ze stanowiska CEO, a jego miejsce zajął Dara Khosrowshahi.
W kwietniu 2012 roku Uber przetestował w Chicago możliwość rezerwacji samochodów i kierowców, którzy nie byli zatrudnieni przez firmę Uber oraz którzy nie byli licencjonowanymi przewoźnikami. Takie usługi były o wiele tańsze od innych przewoźników działających w Chicago.
10 maja 2019 roku zadebiutował na amerykańskiej giełdzie New York Stock Exchange (NYSE).

## Samochody
Początkowo kierowcy Ubera używali samochodów typu Lincoln Town Car, Cadillac Escalade, BMW serii 7 oraz Mercedes-Benz S550. Pojazdy firmy Uber były także znane jako czarne samochody (ang. black cars) – nazwa pochodzi od koloru samochodów Uber w Nowym Jorku. Po 2012 roku firma uruchomiła aplikację UberX, która rozszerzała możliwość wyboru także o małe i ekologiczne samochody, np. Toyota Prius. W 2012 roku Uber anonsował plany rozbudowy aplikacji dla kierowców, którzy nie są licencjonowanymi taksówkarzami. Mniejsze samochody i niższe ceny za przejazd nimi pozwoliły Uberowi zyskać mniej zamożnych klientów, zwiększyć liczbę klientów stałych i znacząco zwiększyć wpływy w tym segmencie rynku.
W lipcu 2012 spółka weszła na giełdę londyńską z załogą ok. 90 kierowców „czarnych samochodów”, przeważnie Mercedesów, BMW oraz Jaguarów. 13 lipca 2012 z okazji Narodowego Miesiąca Lodów, Uber wystartował z „Uber Ice Cream”, czyli z dodatkiem, który pozwalał w siedmiu miastach wezwać samochód z lodami, a koszty tego były naliczane na rachunek użytkownika i częściowo stanowiły koszty przejazdu podczas późniejszego korzystania z usługi. Trzeciego lipca 2013 roku Uber wystąpił z ofertą UberCHOPPER. Polegała ona na przejeździe za $3000 z Nowego Jorku do The Hamptons za pomocą taksówki i śmigłowca.

## Aplikacja Uber
W celu skorzystania z usługi Uber należy pobrać aplikację mobilną z Google Play, App Store lub Windows Store oraz założyć konto. Aplikacja pozwala także śledzić pasażerom lokalizację zamówionego samochodu.
Pierwsza wersja tej aplikacji powstała na iPhone’y, ale po krótkim czasie wyszła również wersja dla urządzeń pracujących z systemem Android.
Początkowym pomysłem firm było tworzenie sieci dostępnych cenowo kierowców z samochodami klasy lux, których można byłoby szybko wynająć i zapłacić za ich usługi używając jedynie telefonu komórkowego.

## Uber w Polsce
Polski oddział Ubera został zarejestrowany w grudniu 2013 jako Uber Poland spółka z o.o.
19 sierpnia 2014 roku Uber zaczął oferować swoje usługi w Warszawie. W Polsce mogą z niego korzystać mieszkańcy Warszawy (od sierpnia 2014 r.), Krakowa (od kwietnia 2015 r.), Trójmiasta (od czerwca 2015 r.), Poznania (od listopada 2015 r.), Wrocławia (od listopada 2015 r.), Łodzi i Aglomeracji Śląskiej, a także Szczecina i Lublina (od września 2020 r.). Kierowcy, którzy współpracują z Uberem, od lutego 2016 r. muszą przedstawić dowód prowadzenia działalności gospodarczej. Na polskim rynku Uber pełni rolę pośrednika między pasażerami a dostawcami usług transportowych. Aplikacja spotkała się z krytyką ze strony Krajowej Izby Gospodarczej Taksówkarzy.

### Przepisy prawne w Polsce
Według Ministerstwa Finansów kierowcy aplikacji Ubera powinni płacić podatki i składki.
Dochody osób fizycznych uzyskane z tytułu świadczenia usług transportowych z wykorzystaniem aplikacji Uber podlegają opodatkowaniu podatkiem dochodowym od osób fizycznych, jak poinformowało Ministerstwo Finansów.
Zgodnie z obowiązującymi od początku 2020 r. przepisami ustawy o transporcie drogowym, działalność Ubera jako pośrednika kwalifikowana jest jako usługa transportowa. Wprowadzona wówczas nowelizacja, określana jako „lex uber”, miała na celu uwzględnienie funkcjonowania na rynku takich modeli biznesowych jak Uber i jemu podobnych platform kontaktujących kierowców i klientów. Takie przedsiębiorstwo musi posiadać odpowiednią licencję wydawaną przez Głównego Inspektora Transportu Drogowego.
Kolejną znaczącą regulacją jest ograniczenie prowadzenia pośrednictwa wyłącznie do kierowców posiadających licencję na przewóz samochodem osobowym, pojazdem 7-9 osobowym lub taksówką. W sytuacji, gdy pośrednik nie zastosuje się do tego ograniczenia, grozi mu kara grzywny oraz wszczęcie procedury cofnięcia licencji.

## Krytyka

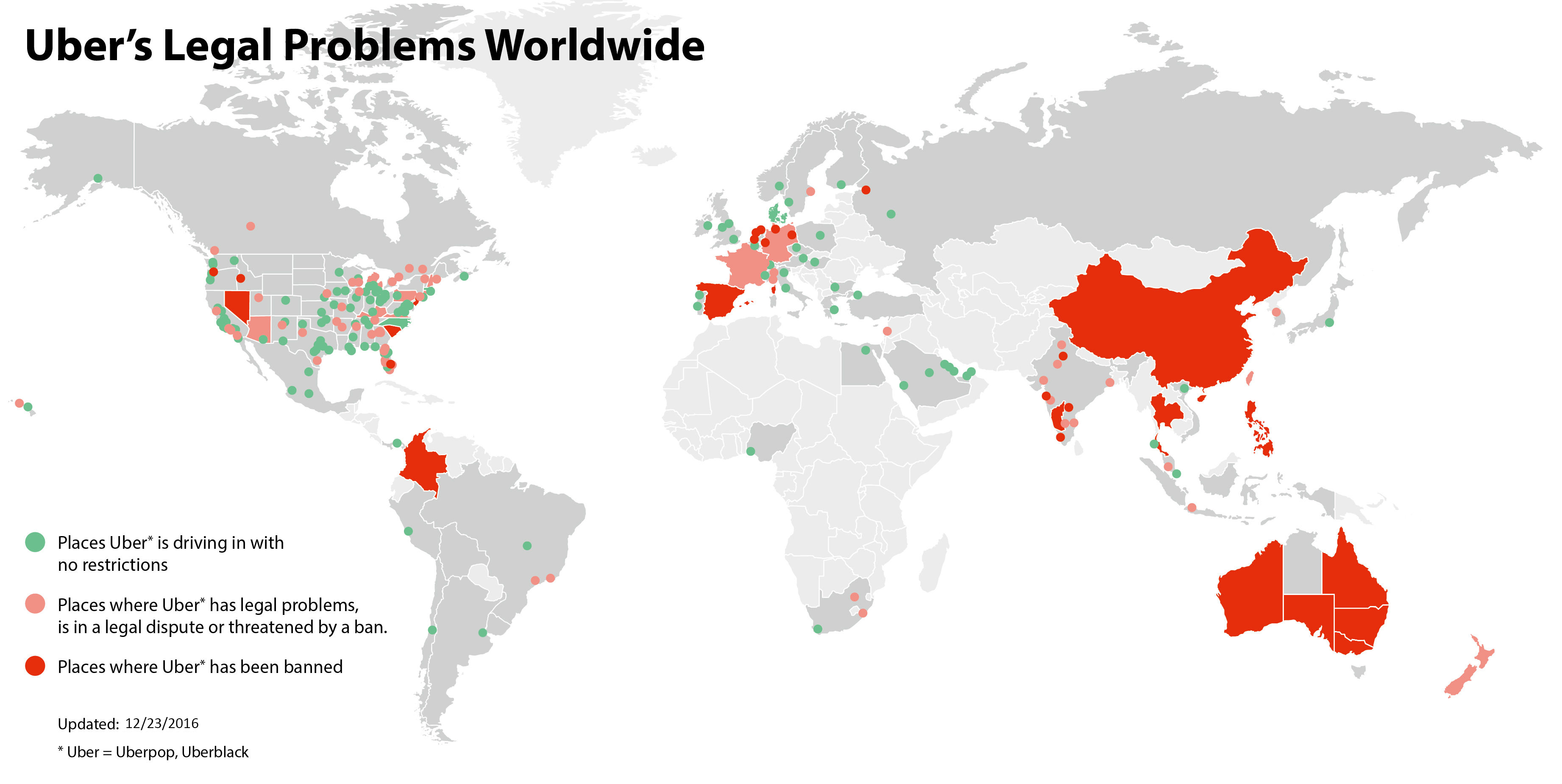
Kwestie prawne na całym świecie

### Stany Zjednoczone
Latem 2014 roku w San Francisco kierowca Ubera podczas przewozu pasażera dostał ataku padaczki, co spowodowało poważny wypadek drogowy, ale bez ofiar śmiertelnych. Sprawa zyskała medialny rozgłos. 4 sierpnia 2014 roku Uber oświadczył, że kierowca został usunięty z aplikacji.

### Australia
- 30 kwietnia 2014 roku Transport for New South Wales, organizacja urzędowa zajmująca się transportem w australijskiej Nowej Południowej Walii, wypowiedziała się w sprawie próby wdrażania przez firmę Uber swoich aplikacji, pozwalających na zamawianie nielicencjonowanego przewoźnika: „Jeśli kierowca z Nowej Południowej Walii zabiera pasażerów na zasadzie odpłatności pobieranych z tytułu usługi przewozu, zarówno on, jak i samochód mają działać zgodnie z Aktem o Przewozach Pasażerskich.” i „Zgodnie z tym Aktem, podobny serwis może być nadawany, używając tylko specjalnie przygotowanego do tych celów samochodu i odpowiednio kwalifikowanego kierowcy, licencjonowanych przez RMS (Road and Maritime Services)”[25].

- 6 maja 2014 roku The Taxi Service Commission w australijskim stanie Wiktoria, wydała mandaty kierowcom Ubera łącznie na 1723 $ australijskich, po tym jak publicznie wydano oficjalne ostrzeżenie zniechęcające ludzi do korzystania z usług aplikacji Uber i UberX[26] oraz innych o podobnym charakterze. Minister transportu Nowej Południowej Walii Gladys Berejiklian oświadczyła, że śledztwo w sprawie Ubera jest w trakcie rozpatrywania.

### Kanada
- 12 września 2012 roku artykuł w Business in Vancouver raportował o niezgodnościach z lokalnym prawem[27]. 22 października 2012 roku Uber anonsował wyjście z „Secret Uber” części Vancouver[28] (Wstępna rekrutacja kierowców z odpowiednimi do standardów korporacyjnych samochodami). Do tego zarząd Ubera rozważał wzięcie udziału w przetargu na licencję przewozową. W grudniu tego roku można było składać wnioski i propozycje handlowe, Uber nie ubiegał się jednak o licencję i zignorował cały przetarg[29].

- 5 grudnia 2012 roku władze Toronto oskarżyły Uber o „25 przekroczeń prawa, w tym operacje o charakterze koordynacji nielegalnych przewoźników taxi”[30]. Władze miasta poleciły zarządowi przedsiębiorstwa dostosować się do wymogów przepisów lokalnych, uzyskać licencję oraz dostosować pojazdy do wymogów dla przewoźników działających w Toronto[31].

### Niemcy
Uber działa w wielu niemieckich miastach, takich jak Monachium, Frankfurt, Hamburg oraz Düsseldorf. Jednak władze Berlina wytoczyły dwie skargi sądowe, korzystając z materiałów przekazanych przez Berliński Związek Taksówkarzy. Pierwsza sprawa sądowa dotyczyła serwisu firmy Uber związanego z limuzynami. Orzeczeniem sądu zakazana została działalność tego serwisu. Następna sprawa, przesłuchania w ramach której toczyły się ponad 3 miesiące później, dotyczyła serwisu związanego z kierowcami, którzy za pomocą Ubera wyrażali chęć świadczenia tanich usług przewozowych. Sąd uznał, że zgodnie z miejscowym prawem niemieckim, samochody i kierowcy, którzy zajmują się przewozem ludzi, mają być odpowiednio ubezpieczeni i zweryfikowani. Ponieważ Uber tego nie gwarantował, działalność TNS została zakazana, a aplikacja zabroniona. Ponadto przez to, że Uber już oficjalnie wystartował z usługą w Berlinie, oprócz zakazu prowadzenia działalności wystawiony został też mandat w wysokości 25 000 euro za to, że przed przedstawieniem usługi zarząd nie przeprowadził konsultacji prawniczych i nie dostosował się do prawa obowiązującego w Berlinie.

### Wielka Brytania
11 czerwca 2014 roku świadczący swe usługi w Londynie kierowcy Hackney Carriage (black cab), członkowie Związku Licencjonowanych Kierowców Taxi, zablokowali ruch drogowy w mieście na znak protestu przeciw wydanej przez Transport for London odmowie zawieszenia działalności Ubera w Londynie. Tydzień później burmistrz Boris Johnson oświadczył, że znalezienie sposobu zabronienia Uberowi działalności tak, „żeby nie spowodowało to pozwów sądowych” może być „skomplikowane”. Niemniej – tłumacząc się przed taksówkarzami Johnson powiedział:
Według mnie to dość skomplikowana kwestia. Wystąpimy do sądu o ustalenie podstawowego problemu, który wynikł, tj. czy telefon kierowcy w taksówce może być uznany za taksometr. Rozumiem dlaczego moi koledzy uważają, że może, ponieważ telefon też potrafi opracować informację o długości podróży, czasie i stawce za kilometr. Ale są też inni prawnicy, którzy uważają, że telefonu nie można uznać za takie urządzenie. Oddając ten spór pod rozstrzygniecie sądu, przeniesiemy kłótnie z ulicy na ścieżkę prawną. 22 września 2017 firma straciła licencję przewozową w Londynie ze względu na „bezpieczeństwo publiczne”. W ciągu dnia petycję protestacyjną przeciw temu rozporządzeniu podpisało pół miliona osób.

### Polska
W Warszawie i Łodzi od 2016 r. dochodziło do akcji licencjonowanych taksówkarzy, którzy dokonują zatrzymań kierowców używających aplikacji Ubera. Zatrzymane osoby były przekazywane następnie policji. W następnych latach pojawiały się przypadki przestępstw seksualnych (w tym gwałty) dokonanych głównie przez obcojęzycznych kierowców Ubera, w samym tylko 2022 roku w Warszawie było prowadzonych przez prokuraturę 20 śledztw tego typu, a od 2016 roku do 2023 roku w Warszawie zgłoszono 70 przestępstw seksualnych w przewozach na aplikacje (Bolt i Uber).